# Minoterie

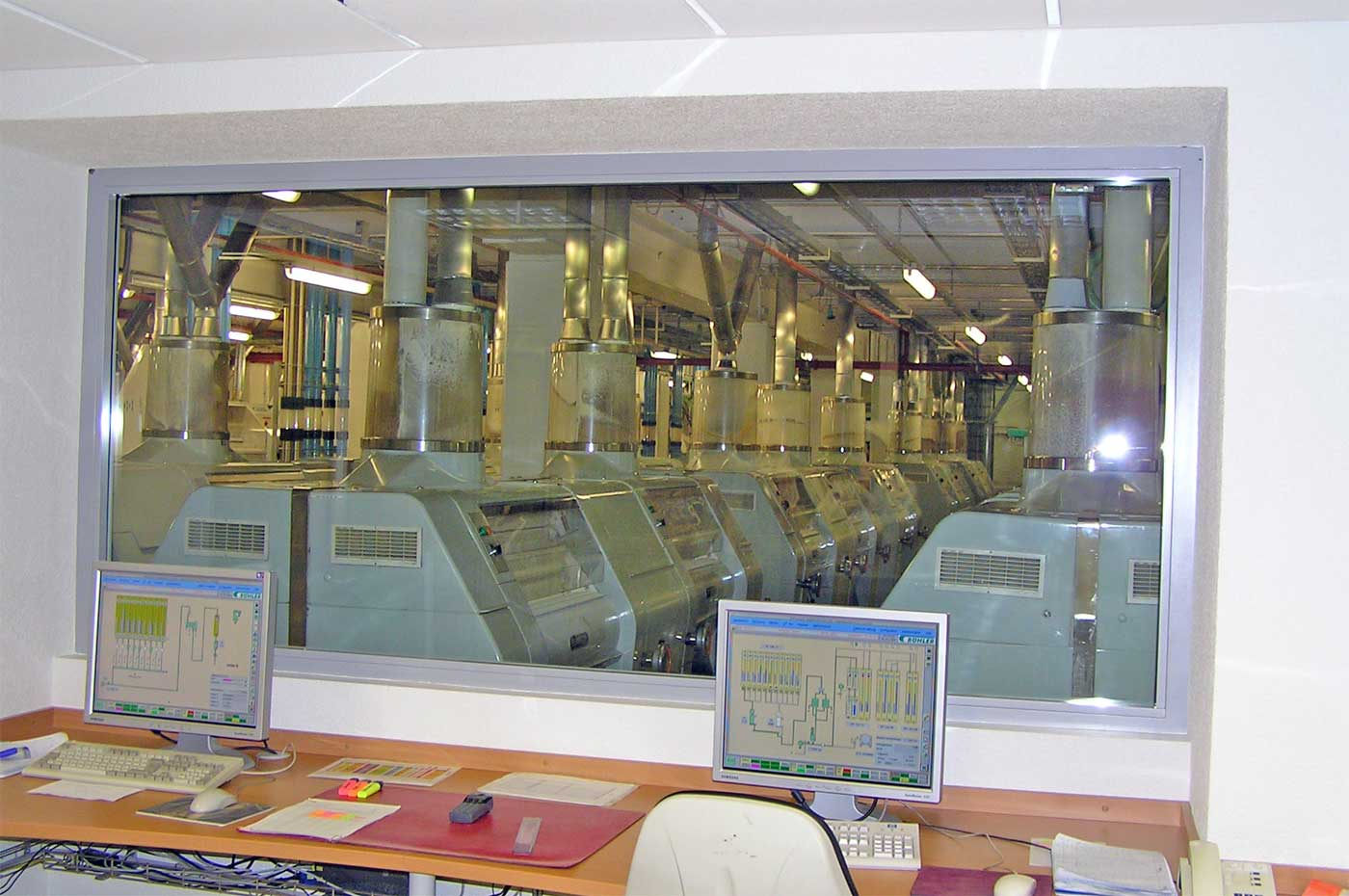
Supervision d'une minoterie moderne, en Allemagne (2004).

Une minoterie ou meunerie (de « minotier ») est un grand établissement où se préparent les farines de céréales qui doivent être livrées au commerce.
Au XIXe, mais surtout au XXe siècle, les minoteries industrielles ont remplacé les moulins à farine (moulins à eau ou moulins à vent d'autrefois, ou les moulins artisanaux utilisant la force animale).

## Présentation
Le travail des minotiers (ou meunier) consiste à éliminer les parties périphériques du grain des céréales (les sons et remoulages), riches en cellulose et à transformer la partie centrale amidonneuse (l’amande) en particules assez fines (moins de 200 micromètres) et assez pures pour composer la farine.
On distingue plusieurs types de farine en rapport avec la pureté (évaluée par le biais du taux de matières minérales, ce qui du reste structure la réglementation) ou au regard des protéines et de quelques autres caractéristiques en ce qui concerne les aptitudes technologiques (aptitude aux différents types de panifications, etc.).
L’étuvage des farines est une pratique onéreuse et assez rare, réservée à des cas très particuliers dont l’impact est dérisoire en tonnage relatif.

### Technique
On étend la farine sur des surfaces placées dans des locaux ouverts et chauffés à une température ne devant pas dépasser 70 °C, au moyen de demi-cylindres ou gouttières doubles, dans lesquels on introduit de la vapeur ou de l'air chaud. La farine est agitée dans la gouttière extérieure au moyen de vis dont les filets sont garnis de poils de sanglier et, lorsqu'elle a parcouru sept ou huit de ces gouttières, elle passe sur des appareils semblables dans lesquels, au lieu de vapeur ou d'air chaud, on fait circuler de l'eau froide. La farine se refroidit ainsi, puis elle tombe dans des sacs ou barils destinés à cet effet.

### Histoire

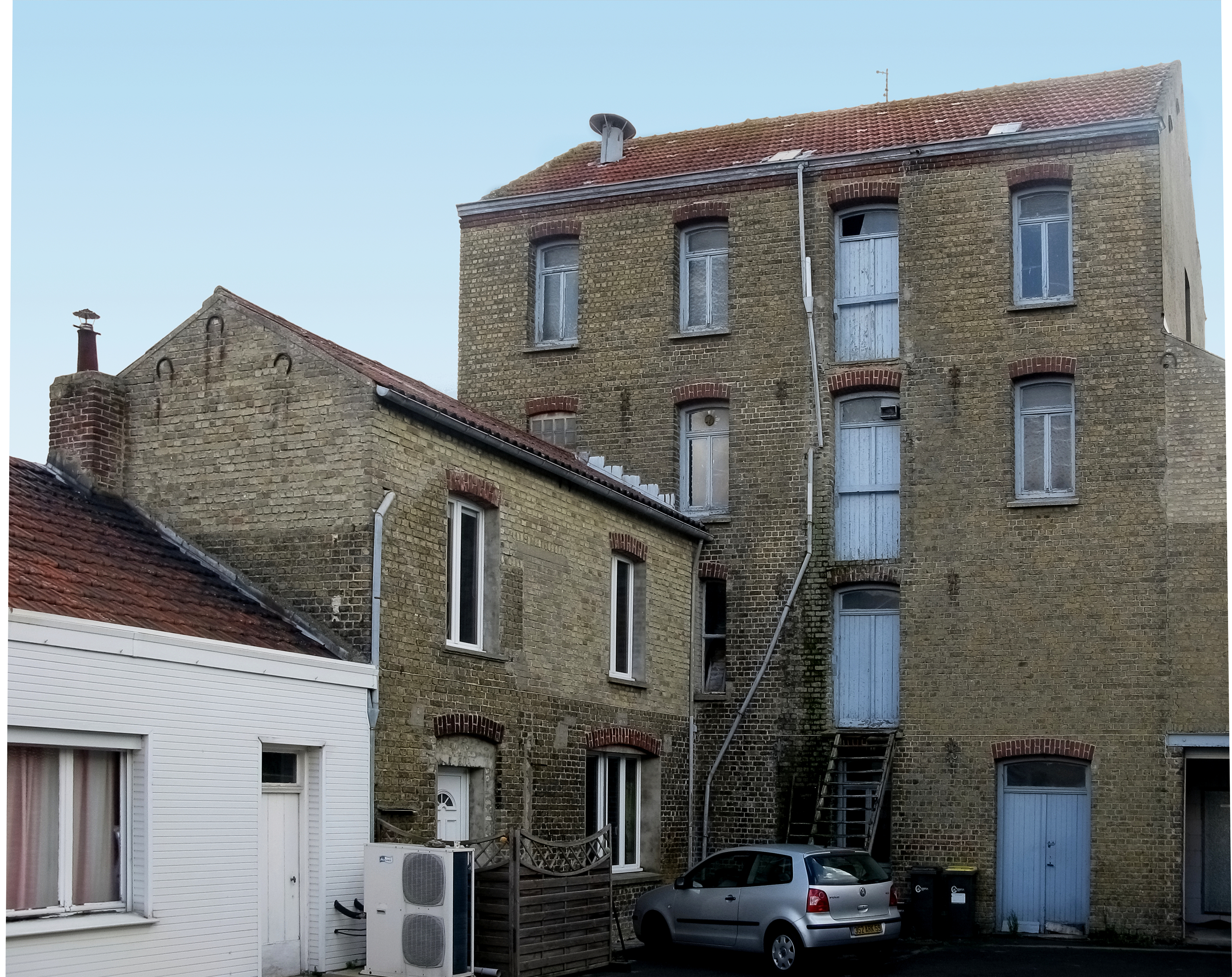
Minoterie à Coppenaxfort.

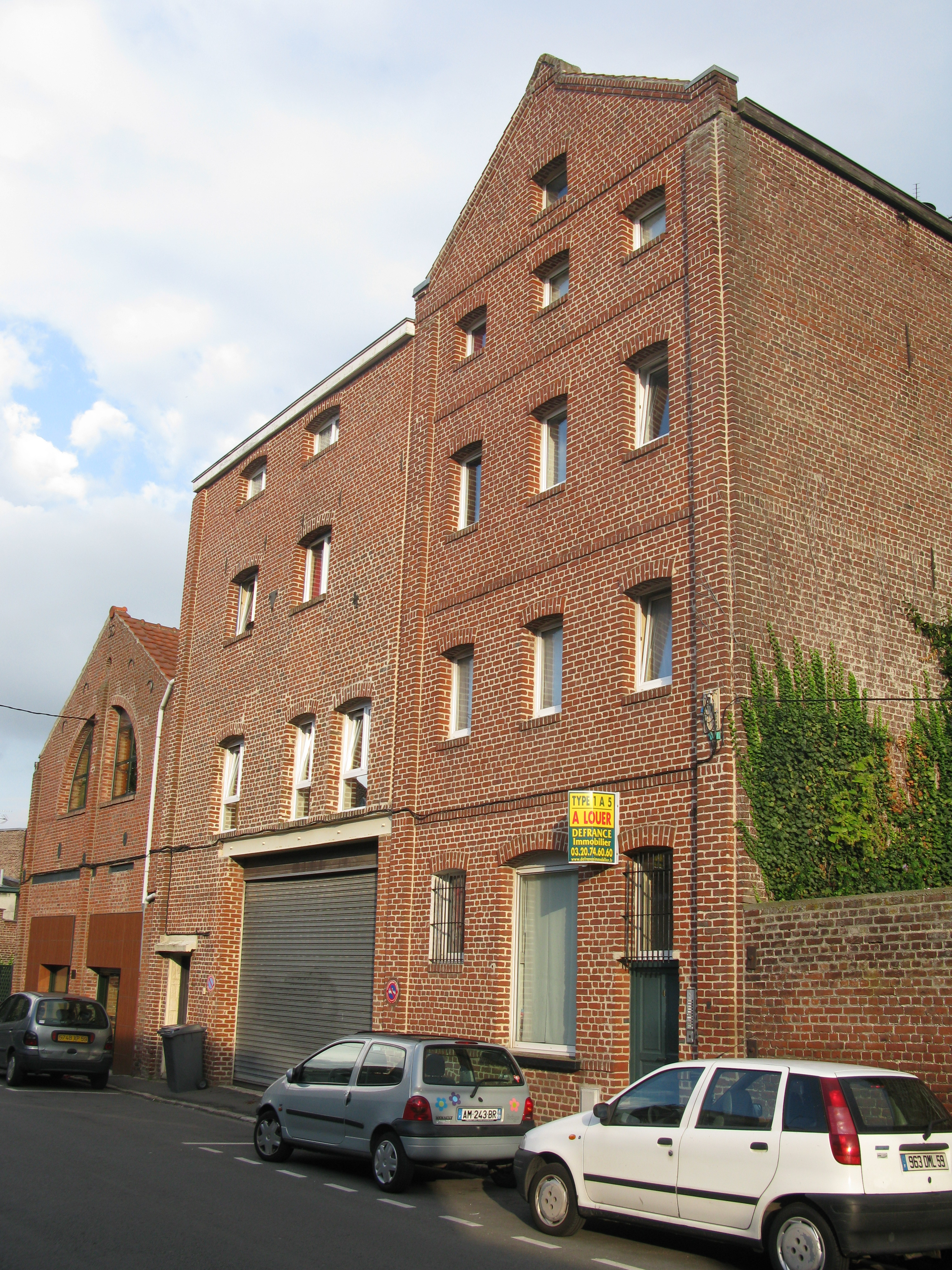
Minoterie à Ascq.

Avec l'apparition de la minoterie industrielle au XXe siècle liée à la généralisation de l'électricité, le terme s'est appliqué aux établissements de production de la farine remplaçant les anciens moulins.
La baisse de la consommation quotidienne du pain dans les ménages fait que les minoteries industrielles essaient de réactiver le marché avec une gamme de produits plus large fournie à la boulangerie (contenu en céréales diversifié, méthodes d'extraction différentes ou ajout de fibres à la farine).

### Énergies utilisées historiquement
Une des sources d'énergie fréquemment utilisée est l'eau, par l'intermédiaire d'une roue à aubes ou d'une turbine. Au début du XXe siècle, de nombreuses minoteries utilisaient en plus de l'eau des machines à vapeur. Il n'était pas rare alors que ces minoteries produisent aussi de l'électricité pour alimenter une partie du village ou les entreprises voisines.